# Arevalillo
Arevalillo ist ein zentralspanischer Ort und eine Gemeinde (municipio) mit 58 Einwohnern (Stand: 2024) in der Provinz Ávila in der Autonomen Region Kastilien-León. 

## Lage und Klima
Die Gemeinde Arevalillo liegt auf der Nordseite der Sierra de Gredos im Südwesten der Provinz Ávila in einer durchschnittlichen Höhe von ca. 1130 m. Die Entfernung nach Ávila beträgt knapp 57 km (Fahrtstrecke) in ostnordöstlicher Richtung. Das Klima ist gemäßigt bis warm; der Regen (838 mm/Jahr) fällt mit Ausnahme der trockenen Sommermonate übers Jahr verteilt.

## Bevölkerungsentwicklung
| Jahr      | 1970 | 1981 | 1991 | 2001 | 2011 | 2021 |
| Einwohner | 429  | 258  | 185  | 131  | 104  | 67   |

## Sehenswürdigkeiten

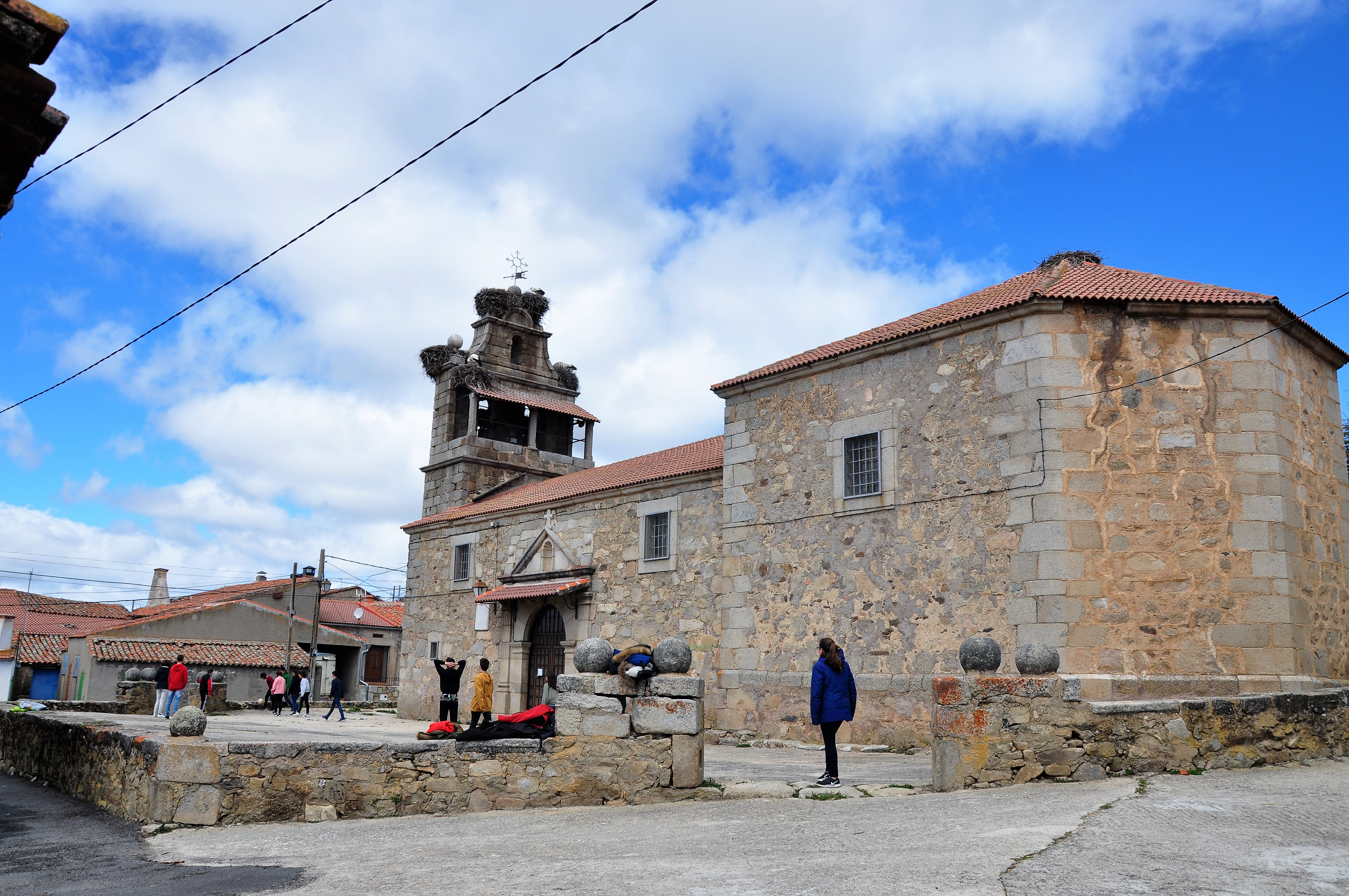
Christopheruskirche

- Christopheruskirche